# Deuxième circonscription des Pyrénées-Atlantiques
La deuxième circonscription des Pyrénées-Atlantiques est l'une des six circonscriptions législatives françaises que compte le département des Pyrénées-Atlantiques (64) situé en région Nouvelle-Aquitaine.

## Description géographique et démographique

### De 1958 à 1986
Le département avait quatre circonscriptions.
La deuxième circonscription des Pyrénées-Atlantiques était composée de :
- canton d'Accous
- canton d'Aramits
- canton d'Arthez-de-Béarn
- canton d'Arudy
- canton d'Arzacq-Arraziguet
- canton de Lagor
- canton de Laruns
- canton de Lasseube
- canton de Monein
- canton de Navarrenx
- canton d'Oloron-Sainte-Marie-Est
- canton d'Oloron-Sainte-Marie-Ouest
- canton d'Orthez
- canton de Salies-de-Béarn
- canton de Sauveterre-de-Béarn

Source : Journal Officiel du 14-15 Octobre 1958.

### Depuis 1988
La deuxième circonscription des Pyrénées-Atlantiques est délimitée par le découpage électoral de la loi n°86-1197 du 24 novembre 1986
, elle regroupe les divisions administratives suivantes : 
- canton de Morlaàs
- canton de Montaner
- canton de Pontacq
- canton de Pau-Est
- canton de Pau-Sud
- canton de Nay-Est
- canton de Nay-Ouest.

D'après le recensement général de la population en 1999, réalisé par l'Institut national de la statistique et des études économiques (INSEE), la population totale de cette circonscription est estimée à 94 632 habitants,.

## Historique des députations
| Législature | Début de mandat  | Fin de mandat    | Député            | Parti politique            | Observations |
| ----------- | ---------------- | ---------------- | ----------------- | -------------------------- | --- |
| Ire         | 9 décembre 1958  | 9 octobre 1962   | Guy Ébrard        | Entente démocratique       | Mandat écourté à la suite d'une dissolution parlementaire décidée par Charles de Gaulle. |
| IIe         | 6 décembre 1962  | 2 avril 1967     | Guy Ébrard        | Rassemblement démocratique | |
| IIIe        | 3 avril 1967     | 30 mai 1968      | Guy Ébrard        | FGDS                       | Mandat écourté à la suite d'une dissolution parlementaire décidée par Charles de Gaulle. |
| IVe         | 11 juillet 1968  | 1er avril 1973   | Maurice Plantier  | UDR                        | |
| Ve          | 2 avril 1973     | 2 avril 1978     | Maurice Plantier  | UDR                        | |
| VIe         | 3 avril 1978     | 6 mai 1978       | Maurice Plantier  | RPR                        | Remplacé à partir du 6 mai 1978 par Auguste Cazalet (RPR) à la suite de sa nomination au gouvernement. Mandat écourté à la suite d'une dissolution parlementaire décidée par François Mitterrand. |
| VIe         | 6 mai 1978       | 22 mai 1981      | Auguste Cazalet   | RPR                        | Remplacé à partir du 6 mai 1978 par Auguste Cazalet (RPR) à la suite de sa nomination au gouvernement. Mandat écourté à la suite d'une dissolution parlementaire décidée par François Mitterrand. |
| VIIe        | 2 juillet 1981   | 1er avril 1986   | Henri Prat        | PS                         | |
| VIIIe       | 2 avril 1986     | 14 mai 1988      | Aucun             | Aucun                      | Proportionnelle par département, pas de député par circonscription. Mandat écourté à la suite d'une dissolution parlementaire décidée par François Mitterrand.                                    |
| IXe         | 23 juin 1988     | 1er avril 1993   | François Bayrou,  | UDF,                       | |
| Xe          | 2 avril 1993     | 1er mai 1993     | François Bayrou,  | UDF,                       | Remplacé à partir du 1er mai 1993 par Pierre Laguilhon (RPR) à la suite de sa nomination au gouvernement. Mandat écourté à la suite d'une dissolution parlementaire décidée par Jacques Chirac.   |
| Xe          | 1er mai 1993     | 21 avril 1997    | Pierre Laguilhon, | RPR,                       | Remplacé à partir du 1er mai 1993 par Pierre Laguilhon (RPR) à la suite de sa nomination au gouvernement. Mandat écourté à la suite d'une dissolution parlementaire décidée par Jacques Chirac.   |
| XIe         | 12 juin 1997     | 21 décembre 1999 | François Bayrou   | UDF                        | Démissionne le 21 décembre 1999. Remplacé à partir du 19 mars 2000 par Pierre Menjucq (UDF) élu lors d'une élection législative partielle.                                                        |
| XIe         | 21 décembre 1999 | 19 mars 2000     | Vacant            | Vacant                     | Démissionne le 21 décembre 1999. Remplacé à partir du 19 mars 2000 par Pierre Menjucq (UDF) élu lors d'une élection législative partielle.                                                        |
| XIe         | 19 mars 2000     | 18 juin 2002     | Pierre Menjucq    | UDF                        | Démissionne le 21 décembre 1999. Remplacé à partir du 19 mars 2000 par Pierre Menjucq (UDF) élu lors d'une élection législative partielle.                                                        |
| XIIe        | 19 juin 2002     | 19 juin 2007     | François Bayrou,  | UDF,                       | |
| XIIIe       | 20 juin 2007     | 19 juin 2012     | François Bayrou,  | UDF-MoDem,                 | |
| XIVe        | 20 juin 2012     | 20 juin 2017     | Nathalie Chabanne | PS                         | |
| XVe         | 21 juin 2017     | 21 juin 2022     | Jean-Paul Mattei  | MoDem                      | |
| XVIe        | 22 juin 2022     | 9 juin 2024      | Jean-Paul Mattei  | MoDem                      | Mandat écourté à la suite d'une dissolution parlementaire décidée par Emmanuel Macron. |
| XVIIe       | 8 juillet 2024   | En cours         | Jean-Paul Mattei  | MoDem                      | |

## Historique des élections

### Élections de 1958
| Candidat       | Candidat                     | Parti          | Premier tour | Premier tour | Second tour | Second tour |  |
| Candidat       | Candidat                     | Parti          | Voix         | %            | Voix        | %           |  |
| -------------- | ---------------------------- | -------------- | ------------ | ------------ | ----------- | ----------- |  |
|                | Jean-Louis Tixier-Vignancour | Extrême droite | 19 142       | 36,58        | 23 363      | 42,91       |  |
|                | Guy Ébrard élu               | Radsoc         | 11 882       | 22,71        | 27 452      | 50,42       |  |
|                | Gaston Chaze                 | SFIO           | 5 604        | 10,71        | Retrait     | Retrait     |  |
|                | Pierre Abadie                | MRP            | 5 453        | 10,42        | Retrait     | Retrait     |  |
|                | Étienne Martin               | PCF            | 5 242        | 10,02        | 3 634       | 6,67        |  |
|                | Jacques Figue                | Divers         | 2 006        | 3,83         |             |             |  |
|                | Pierre Naudou                | Divers         | 1 775        | 3,39         |             |             |  |
|                | Jean Mendiondou              | Divers         | 1 227        | 2,34         |             |             |  |
|                |                              |                |              |              |             |             |  |
| Inscrits       | Inscrits                     | Inscrits       | 69 805       | 100,00       | 69 798      | 100,00      |  |
| Abstentions    | Abstentions                  | Abstentions    | 15 937       | 22,83        | 14 327      | 20,53       |  |
| Votants        | Votants                      | Votants        | 53 868       | 77,17        | 55 471      | 79,47       |  |
| Blancs et nuls | Blancs et nuls               | Blancs et nuls | 1 537        | 2,85         | 1 022       | 1,84        |  |
| Exprimés       | Exprimés                     | Exprimés       | 52 331       | 97,15        | 54 449      | 98,16       |  |

Le suppléant de Guy Ébrard était le Docteur Marcel Dhers, conseiller général du canton d'Orthez.

### Élections de 1962
|                | Guy Ébrard sortant réélu | Radsoc         | 25 516 | 52,5   |  |  |  |
|                | Auguste Duran            | UNR-UDT        | 13 119 | 26,99  |  |  |  |
|                | Étienne Martin           | PCF            | 6 575  | 13,53  |  |  |  |
|                | Bernard Labbé-Brault     | Extrême droite | 3 395  | 6,98   |  |  |  |
|                |                          |                |        |        |  |  |  |
| Inscrits       | Inscrits                 | Inscrits       | 75 048 | 100,00 |  |  |  |
| Abstentions    | Abstentions              | Abstentions    | 24 311 | 32,39  |  |  |  |
| Votants        | Votants                  | Votants        | 50 737 | 67,61  |  |  |  |
| Blancs et nuls | Blancs et nuls           | Blancs et nuls | 2 132  | 4,2    |  |  |  |
| Exprimés       | Exprimés                 | Exprimés       | 48 605 | 95,8   |  |  |  |

Le suppléant de Guy Ébrard était André Casabonnet, agriculteur propriétaire-exploitant, maire de Lucq-de-Béarn, conseiller général du canton de Monein.

### Élections de 1967
| Candidat       | Candidat                 | Parti          | Premier tour | Premier tour | Second tour | Second tour |  |
| Candidat       | Candidat                 | Parti          | Voix         | %            | Voix        | %           |  |
| -------------- | ------------------------ | -------------- | ------------ | ------------ | ----------- | ----------- |  |
|                | Guy Ébrard sortant réélu | FGDS (Radical) | 28 917       | 48,57        | 35 726      | 63,76       |  |
|                | Jean Micheu-Puyou        | RI             | 15 273       | 25,66        | 20 304      | 36,24       |  |
|                | Étienne Martin           | PCF            | 8 630        | 14,5         | Retrait     | Retrait     |  |
|                | Pierre Boisson           | PSU            | 3 625        | 6,09         |             |             |  |
|                | Jean-Claude Leclerc      | Extrême droite | 3 087        | 5,19         |             |             |  |
|                |                          |                |              |              |             |             |  |
| Inscrits       | Inscrits                 | Inscrits       | 75 317       | 100,00       | 75 310      | 100,00      |  |
| Abstentions    | Abstentions              | Abstentions    | 14 465       | 19,21        | 16 399      | 21,78       |  |
| Votants        | Votants                  | Votants        | 60 852       | 80,79        | 58 911      | 78,22       |  |
| Blancs et nuls | Blancs et nuls           | Blancs et nuls | 1 320        | 2,17         | 2 881       | 4,89        |  |
| Exprimés       | Exprimés                 | Exprimés       | 59 532       | 97,83        | 56 030      | 95,11       |  |

Le suppléant de Guy Ébrard était André Casabonnet.

### Élections de 1968
| Candidat       | Candidat             | Parti          | Premier tour | Premier tour | Second tour | Second tour |  |
| Candidat       | Candidat             | Parti          | Voix         | %            | Voix        | %           |  |
| -------------- | -------------------- | -------------- | ------------ | ------------ | ----------- | ----------- |  |
|                | Maurice Plantier élu | UDR (URP)      | 27 515       | 46,8         | 31 842      | 53,13       |  |
|                | Guy Ébrard sortant   | FGDS (Radical) | 20 856       | 35,48        | 28 095      | 46,87       |  |
|                | Étienne Martin       | PCF            | 7 242        | 12,32        |             |             |  |
|                | Pierre Boisson       | PSU            | 3 175        | 5,4          |             |             |  |
|                |                      |                |              |              |             |             |  |
| Inscrits       | Inscrits             | Inscrits       | 74 954       | 100,00       | 74 971      | 100,00      |  |
| Abstentions    | Abstentions          | Abstentions    | 15 018       | 20,04        | 13 994      | 18,67       |  |
| Votants        | Votants              | Votants        | 59 936       | 79,96        | 60 977      | 81,33       |  |
| Blancs et nuls | Blancs et nuls       | Blancs et nuls | 1 148        | 1,92         | 1 040       | 1,71        |  |
| Exprimés       | Exprimés             | Exprimés       | 58 788       | 98,08        | 59 937      | 98,29       |  |

Le suppléant de Maurice Plantier était le Docteur Jean Prigent, conseiller général du canton de Monein, conseiller municipal de Monein.

### Élections de 1973
| Candidat       | Candidat                       | Parti          | Premier tour | Premier tour | Second tour | Second tour |  |
| Candidat       | Candidat                       | Parti          | Voix         | %            | Voix        | %           |  |
| -------------- | ------------------------------ | -------------- | ------------ | ------------ | ----------- | ----------- |  |
|                | Maurice Plantier sortant réélu | UDR (URP)      | 23 462       | 37,27        | 27 510      | 42,22       |  |
|                | Guy Ébrard                     | Rad (MR)       | 18 540       | 29,45        | 14 640      | 22,47       |  |
|                | Raymond Elissonde              | PS (UGSD)      | 10 584       | 16,81        | 23 013      | 35,32       |  |
|                | Michel Martin                  | PCF            | 8 399        | 13,34        | Retrait     | Retrait     |  |
|                | Michel Suhubiette              | PSU            | 1 255        | 1,99         |             |             |  |
|                | M. Spring                      | LCR            | 718          | 1,14         |             |             |  |
|                |                                |                |              |              |             |             |  |
| Inscrits       | Inscrits                       | Inscrits       | 77 773       | 100,00       | 77 737      | 100,00      |  |
| Abstentions    | Abstentions                    | Abstentions    | 13 480       | 17,33        | 11 863      | 15,26       |  |
| Votants        | Votants                        | Votants        | 64 293       | 82,67        | 65 874      | 84,74       |  |
| Blancs et nuls | Blancs et nuls                 | Blancs et nuls | 1 335        | 2,08         | 711         | 1,08        |  |
| Exprimés       | Exprimés                       | Exprimés       | 62 958       | 97,92        | 65 163      | 98,92       |  |

Le suppléant de Maurice Plantier était Auguste Cazalet, exploitant agricole, maire de Sévignacq-Meyracq. Auguste Cazalet remplaça Maurice Plantier, nommé membre du gouvernement, du 6 mai 1978 au 22 mai 1981.

### Élections de 1978
| Candidat       | Candidat                       | Parti          | Premier tour | Premier tour | Second tour | Second tour |  |
| Candidat       | Candidat                       | Parti          | Voix         | %            | Voix        | %           |  |
| -------------- | ------------------------------ | -------------- | ------------ | ------------ | ----------- | ----------- |  |
|                | Maurice Plantier sortant réélu | RPR            | 28 736       | 39,71        | 38 234      | 50,74       |  |
|                | Henri Prat                     | PS             | 19 901       | 27,5         | 37 125      | 49,26       |  |
|                | Michel Martin                  | PCF            | 12 319       | 17,02        | Retrait     | Retrait     |  |
|                | Marie-Louise Prigent           | UDF (PR)       | 5 813        | 8,03         |             |             |  |
|                | Michel Rodes                   | Écologie 78    | 3 005        | 4,15         |             |             |  |
|                | Éric Gildard                   | MRG            | 1 632        | 2,26         |             |             |  |
|                | Georges Lorente                | LO             | 581          | 0,8          |             |             |  |
|                | Marie-Louise Lacoste           | LCR            | 373          | 0,52         |             |             |  |
|                |                                |                |              |              |             |             |  |
| Inscrits       | Inscrits                       | Inscrits       | 86 086       | 100,00       | 86 073      | 100,00      |  |
| Abstentions    | Abstentions                    | Abstentions    | 12 521       | 14,54        | 9 594       | 11,15       |  |
| Votants        | Votants                        | Votants        | 73 565       | 85,46        | 76 479      | 88,85       |  |
| Blancs et nuls | Blancs et nuls                 | Blancs et nuls | 1 205        | 1,64         | 1 120       | 1,46        |  |
| Exprimés       | Exprimés                       | Exprimés       | 72 360       | 98,36        | 75 359      | 98,54       |  |

Le suppléant de Maurice Plantier était Auguste Cazalet.

### Élections de 1981
| Candidat       | Candidat                | Parti          | Premier tour | Premier tour | Second tour | Second tour |  |
| Candidat       | Candidat                | Parti          | Voix         | %            | Voix        | %           |  |
| -------------- | ----------------------- | -------------- | ------------ | ------------ | ----------- | ----------- |  |
|                | Auguste Cazalet sortant | RPR (UNM)      | 28 618       | 43,14        | 32 526      | 45,46       |  |
|                | Henri Prat élu          | PS             | 27 493       | 41,45        | 39 015      | 54,54       |  |
|                | Michel Martin           | PCF            | 8 113        | 12,23        |             |             |  |
|                | Jean-Marc Carité        | MÉP            | 2 112        | 3,18         |             |             |  |
|                |                         |                |              |              |             |             |  |
| Inscrits       | Inscrits                | Inscrits       | 88 703       | 100,00       | 88 695      | 100,00      |  |
| Abstentions    | Abstentions             | Abstentions    | 21 549       | 24,29        | 16 081      | 18,13       |  |
| Votants        | Votants                 | Votants        | 67 154       | 75,71        | 72 614      | 81,87       |  |
| Blancs et nuls | Blancs et nuls          | Blancs et nuls | 818          | 1,22         | 1 073       | 1,48        |  |
| Exprimés       | Exprimés                | Exprimés       | 66 336       | 98,78        | 71 541      | 98,52       |  |

Le suppléant de Henri Prat était Henri Laclau, conseiller général, maire d'Oloron-Sainte-Marie.

### Élections de 1988
| Candidat       | Candidat                      | Parti           | Premier tour | Premier tour | Second tour | Second tour |  |
| Candidat       | Candidat                      | Parti           | Voix         | %            | Voix        | %           |  |
| -------------- | ----------------------------- | --------------- | ------------ | ------------ | ----------- | ----------- |  |
|                | Henri Prat sortant            | PS              | 17 651       | 42,27        | 23 130      | 49,3        |  |
|                | François Bayrou sortant réélu | UDF (CDS) (URC) | 17 334       | 41,51        | 23 789      | 50,7        |  |
|                | Pierre Pécastaing             | FN              | 3 052        | 7,31         |             |             |  |
|                | Sylvano Marian                | PCF             | 2 029        | 4,86         |             |             |  |
|                | Léon Péré-Escamps             | Divers droite   | 1 696        | 4,06         |             |             |  |
|                |                               |                 |              |              |             |             |  |
| Inscrits       | Inscrits                      | Inscrits        | 60 279       | 100,00       | 60 728      | 100,00      |  |
| Abstentions    | Abstentions                   | Abstentions     | 17 665       | 29,31        | 12 887      | 21,22       |  |
| Votants        | Votants                       | Votants         | 42 614       | 70,69        | 47 841      | 78,78       |  |
| Blancs et nuls | Blancs et nuls                | Blancs et nuls  | 852          | 2            | 922         | 1,93        |  |
| Exprimés       | Exprimés                      | Exprimés        | 41 762       | 98           | 46 919      | 98,07       |  |

Le suppléant de François Bayrou était Pierre Laguilhon, RPR, agriculteur, chef d'entreprise, maire de Beuste.

### Élections de 1993
| Candidat       | Candidat                      | Parti          | Premier tour | Premier tour | Second tour | Second tour |  |
| Candidat       | Candidat                      | Parti          | Voix         | %            | Voix        | %           |  |
| -------------- | ----------------------------- | -------------- | ------------ | ------------ | ----------- | ----------- |  |
|                | François Bayrou sortant réélu | UDF (CDS)      | 20 111       | 46,49        | 26 486      | 61,22       |  |
|                | Georges Labazée               | PS (ADFP)      | 9 890        | 22,86        | 16 775      | 38,78       |  |
|                | Jacques Henriot               | FN             | 3 699        | 8,55         |             |             |  |
|                | Michel Cantet                 | Divers droite  | 3 246        | 7,5          |             |             |  |
|                | Jean-Marc Trély               | Les Verts (EÉ) | 2 719        | 6,29         |             |             |  |
|                | Sylvano Marian                | PCF            | 2 325        | 5,37         |             |             |  |
|                | Patrice Diot                  | LT-LNÉ         | 1 122        | 2,59         |             |             |  |
|                | Jean-Paul Cazaux              | PLN            | 153          | 0,35         |             |             |  |
|                |                               |                |              |              |             |             |  |
| Inscrits       | Inscrits                      | Inscrits       | 63 451       | 100,00       | 63 443      | 100,00      |  |
| Abstentions    | Abstentions                   | Abstentions    | 17 531       | 27,63        | 16 874      | 26,6        |  |
| Votants        | Votants                       | Votants        | 45 920       | 72,37        | 46 569      | 73,4        |  |
| Blancs et nuls | Blancs et nuls                | Blancs et nuls | 2 655        | 5,78         | 3 308       | 7,1         |  |
| Exprimés       | Exprimés                      | Exprimés       | 43 265       | 94,22        | 43 261      | 92,9        |  |

Le suppléant de François Bayrou était Pierre Laguilhon. Pierre Laguilhon remplaça François Bayrou, nommé membre du gouvernement, du 2 mai 1993 au 21 avril 1997.

### Élections de 1997
| Candidat       | Candidat               | Parti          | Premier tour | Premier tour | Second tour | Second tour |  |
| Candidat       | Candidat               | Parti          | Voix         | %            | Voix        | %           |  |
| -------------- | ---------------------- | -------------- | ------------ | ------------ | ----------- | ----------- |  |
|                | François Bayrou élu    | UDF (FD)       | 17 367       | 39,64        | 23 845      | 50,93       |  |
|                | Georges Labazée        | PS             | 14 321       | 32,69        | 22 978      | 49,07       |  |
|                | Jean-Henri Fourcade    | FN             | 4 656        | 10,63        |             |             |  |
|                | Guy Carassus           | PCF            | 2 906        | 6,63         |             |             |  |
|                | Nicole Juyoux-Pavillon | Les Verts      | 2 290        | 5,23         |             |             |  |
|                | Georgette Boisson      | LDI (MPF)      | 1 203        | 2,75         |             |             |  |
|                | Yves-Luc Boullis       | MÉI            | 1 072        | 2,45         |             |             |  |
|                |                        |                |              |              |             |             |  |
| Inscrits       | Inscrits               | Inscrits       | 64 685       | 100,00       | 64 672      | 100,00      |  |
| Abstentions    | Abstentions            | Abstentions    | 18 303       | 28,3         | 15 010      | 23,21       |  |
| Votants        | Votants                | Votants        | 46 382       | 71,7         | 49 662      | 76,79       |  |
| Blancs et nuls | Blancs et nuls         | Blancs et nuls | 2 567        | 5,53         | 2 839       | 5,72        |  |
| Exprimés       | Exprimés               | Exprimés       | 43 815       | 94,47        | 46 823      | 94,28       |  |

Le suppléant de François Bayrou était Pierre Laguilhon.
François Bayrou démissionne pour respecter le cumul des mandats.

### Élections partielles de 2000
Une élection partielle est organisée.
| Candidat       | Candidat               | Parti          | Premier tour | Premier tour | Second tour | Second tour |  |
| Candidat       | Candidat               | Parti          | Voix         | %            | Voix        | %           |  |
| -------------- | ---------------------- | -------------- | ------------ | ------------ | ----------- | ----------- |  |
|                | Pierre Menjucq élu     | UDF (RPR)      | 11 671       | 40,79        | 16 680      | 50,11       |  |
|                | Michel Cassou          | PS             | 10 631       | 37,16        | 16 605      | 49,89       |  |
|                | Nicole Juyoux-Pavillon | Les Verts      | 2 199        | 7,69         |             |             |  |
|                | Jacques Henriot        | FN             | 1 524        | 5,33         |             |             |  |
|                | Nathalie Fontenel      | PCF            | 1 419        | 4,96         |             |             |  |
|                | Martine Mailfert       | LCR            | 589          | 2,06         |             |             |  |
|                | Henri Daudu            | MNR            | 578          | 2,02         |             |             |  |
|                |                        |                |              |              |             |             |  |
| Inscrits       | Inscrits               | Inscrits       | 66 149       | 100,00       | 66 142      | 100,00      |  |
| Abstentions    | Abstentions            | Abstentions    | 35 708       | 53,98        | 30 423      | 46          |  |
| Votants        | Votants                | Votants        | 30 441       | 46,02        | 35 719      | 54          |  |
| Blancs et nuls | Blancs et nuls         | Blancs et nuls | 1 830        | 6,01         | 2 434       | 6,81        |  |
| Exprimés       | Exprimés               | Exprimés       | 28 611       | 93,99        | 33 285      | 93,19       |  |

La suppléante de Pierre Menjucq était Marie-José Bouscayrol, conseillère municipale RPR de Pau.

### Élections de 2002
| Candidat       | Candidat                   | Parti          | Premier tour | Premier tour | Second tour | Second tour |  |
| Candidat       | Candidat                   | Parti          | Voix         | %            | Voix        | %           |  |
| -------------- | -------------------------- | -------------- | ------------ | ------------ | ----------- | ----------- |  |
|                | François Bayrou élu        | UDF            | 20 424       | 41,79        | 25 106      | 55,58       |  |
|                | Georges Labazée            | PS             | 15 353       | 31,41        | 20 062      | 44,42       |  |
|                | Jean Saint-Josse           | CPNT           | 4 611        | 9,43         |             |             |  |
|                | Marie-France Llucia-Latour | FN             | 3 223        | 6,59         |             |             |  |
|                | Nicole Juyoux              | Les Verts      | 1 463        | 2,99         |             |             |  |
|                | Yves Péré                  | PCF            | 1 310        | 2,68         |             |             |  |
|                | Christiane Alias           | LCR            | 641          | 1,31         |             |             |  |
|                | Colette Ducousso           | MPF            | 579          | 1,18         |             |             |  |
|                | Frédéric Steinbauer        | LO             | 315          | 0,64         |             |             |  |
|                | Michel Danti               | Régionaliste   | 277          | 0,57         |             |             |  |
|                | Michel Catuhe              | ND             | 241          | 0,49         |             |             |  |
|                | Henri Daudu                | MNR            | 239          | 0,49         |             |             |  |
|                | Ginette Desport            | Divers         | 196          | 0,4          |             |             |  |
|                | Didier Calmon              | Extrême gauche | 0            | 0            |             |             |  |
|                |                            |                |              |              |             |             |  |
| Inscrits       | Inscrits                   | Inscrits       | 69 447       | 100,00       | 69 440      | 100,00      |  |
| Abstentions    | Abstentions                | Abstentions    | 19 545       | 28,14        | 22 156      | 31,91       |  |
| Votants        | Votants                    | Votants        | 49 902       | 71,86        | 47 284      | 68,09       |  |
| Blancs et nuls | Blancs et nuls             | Blancs et nuls | 1 030        | 2,06         | 2 116       | 4,48        |  |
| Exprimés       | Exprimés                   | Exprimés       | 48 872       | 97,94        | 45 168      | 95,52       |  |

Le suppléant de François Bayrou était Pierre Menjucq, député sortant.

### Élections de 2007
| Candidat       | Candidat                      | Parti               | Premier tour | Premier tour | Second tour | Second tour |  |
| Candidat       | Candidat                      | Parti               | Voix         | %            | Voix        | %           |  |
| -------------- | ----------------------------- | ------------------- | ------------ | ------------ | ----------- | ----------- |  |
|                | François Bayrou sortant réélu | UDF–MoDem           | 18 250       | 37,25        | 25 677      | 61,21       |  |
|                | Jean-Pierre Marine            | UMP                 | 12 696       | 25,92        | Retrait     | Retrait     |  |
|                | Marie-Pierre Cabanne          | PS                  | 11 423       | 23,32        | 16 273      | 38,79       |  |
|                | Frédéric Nihous               | CPNT                | 1 173        | 2,39         |             |             |  |
|                | Nicole Juyoux                 | Les Verts           | 1 155        | 2,36         |             |             |  |
|                | Michèle Darricarrère          | FN                  | 1 120        | 2,29         |             |             |  |
|                | Claire Rey                    | PCF                 | 939          | 1,92         |             |             |  |
|                | Bruno Bajou                   | LCR                 | 834          | 1,7          |             |             |  |
|                | Roger Falliex                 | MPF                 | 366          | 0,75         |             |             |  |
|                | Pierre Arrabie-Aubies         | Extrême gauche (GA) | 365          | 0,75         |             |             |  |
|                | Karine Zebda                  | Divers              | 274          | 0,56         |             |             |  |
|                | Alain Pécassou                | Divers              | 224          | 0,46         |             |             |  |
|                | Frédéric Steinbauer           | LO                  | 161          | 0,33         |             |             |  |
|                | Marc Vercoutère               | Divers              | 7            | 0,01         |             |             |  |
|                |                               |                     |              |              |             |             |  |
| Inscrits       | Inscrits                      | Inscrits            | 74 315       | 100,00       | 74 311      | 100,00      |  |
| Abstentions    | Abstentions                   | Abstentions         | 24 689       | 33,22        | 27 687      | 37,26       |  |
| Votants        | Votants                       | Votants             | 49 626       | 66,78        | 46 624      | 62,74       |  |
| Blancs et nuls | Blancs et nuls                | Blancs et nuls      | 639          | 1,29         | 4 674       | 10,02       |  |
| Exprimés       | Exprimés                      | Exprimés            | 48 987       | 98,71        | 41 950      | 89,98       |  |

- Deux candidats à l'élection présidentielle de 2007 étaient candidats au 1er tour : François Bayrou et Frédéric Nihous.

### Élections de 2012
| Candidat       | Candidat                | Parti          | Premier tour | Premier tour | Second tour | Second tour |  |
| Candidat       | Candidat                | Parti          | Voix         | %            | Voix        | %           |  |
| -------------- | ----------------------- | -------------- | ------------ | ------------ | ----------- | ----------- |  |
|                | Nathalie Chabanne élue  | PS             | 16 761       | 34,90        | 20 090      | 42,78       |  |
|                | François Bayrou sortant | CpF (MoDem)    | 11 348       | 23,63        | 14 169      | 30,17       |  |
|                | Éric Saubatte           | UMP            | 10 432       | 21,72        | 12 700      | 27,04       |  |
|                | Jessica Bernadez        | RBM (FN)       | 4 477        | 9,32         |             |             |  |
|                | Daniel Labouret         | FG (PG) (PCF)  | 2 516        | 5,24         |             |             |  |
|                | Eurydice Bled           | EÉLV           | 1 317        | 2,74         |             |             |  |
|                | Guillaume Besse         | DLR            | 354          | 0,74         |             |             |  |
|                | Marc Vercoutere         | RIC            | 308          | 0,64         |             |             |  |
|                | Didier Perrin           | UPF            | 199          | 0,41         |             |             |  |
|                | Marianne Ligou          | NPA            | 181          | 0,38         |             |             |  |
|                | Frédéric Steinbauer     | LO             | 127          | 0,26         |             |             |  |
|                |                         |                |              |              |             |             |  |
| Inscrits       | Inscrits                | Inscrits       | 77 703       | 100,00       | 77 678      | 100,00      |  |
| Abstentions    | Abstentions             | Abstentions    | 28 907       | 37,2         | 29 527      | 38,01       |  |
| Votants        | Votants                 | Votants        | 48 796       | 62,8         | 48 151      | 61,99       |  |
| Blancs et nuls | Blancs et nuls          | Blancs et nuls | 776          | 1,59         | 1 192       | 2,48        |  |
| Exprimés       | Exprimés                | Exprimés       | 48 020       | 98,41        | 46 959      | 97,52       |  |

### Elections de 2017
|                                                                                       | |                           |                           |                          |                          |
|                                                                                       | | Premier tour 11 juin 2017 | Premier tour 11 juin 2017 | Second tour 18 juin 2017 | Second tour 18 juin 2017 |
|                                                                                       | |                           |                           |                          |                          |
|                                                                                       | | Nombre                    | % des inscrits            | Nombre                   | % des inscrits           |
| Inscrits                                                                              | Inscrits | 80 073                    | 100,00                    | 80 072                   | 100,00                   |
| Abstentions                                                                           | Abstentions | 35 675                    | 44,55                     | 42 053                   | 52,52                    |
| Votants                                                                               | Votants | 44 398                    | 55,45                     | 38 019                   | 47,48                    |
|                                                                                       | |                           | % des votants             |                          | % des votants            |
| Bulletins blancs                                                                      | Bulletins blancs | 794                       | 1,79                      | 2 734                    | 7,19                     |
| Bulletins nuls                                                                        | Bulletins nuls | 330                       | 0,74                      | 1 503                    | 3,95                     |
| Suffrages exprimés                                                                    | Suffrages exprimés                                                                                                   | 43 274                    | 97,47                     | 33 782                   | 88,86                    |
|                                                                                       | |                           |                           |                          |                          |
| Candidat Étiquette politique (partis et alliances)                                    | Candidat Étiquette politique (partis et alliances)                                                                   | Voix                      | % des exprimés            | Voix                     | % des exprimés           |
|                                                                                       | |                           |                           |                          |                          |
|                                                                                       | Jean-Paul Mattei Mouvement démocrate (La République en marche)                                                       | 18 019                    | 41,64                     | 20 584                   | 60,93                    |
|                                                                                       | Nathalie Chabanne (députée sortante) Parti socialiste                                                                | 6 244                     | 14,43                     | 13 198                   | 39,07                    |
|                                                                                       | Éric Saubatte Les Républicains                                                                                       | 6 065                     | 14,02                     |                          |                          |
|                                                                                       | Thierry Moutou La France insoumise                                                                                   | 4 341                     | 10,03                     |                          |                          |
|                                                                                       | Joseph Damour Front national                                                                                         | 3 995                     | 9,23                      |                          |                          |
|                                                                                       | Héléna Timmer-Blanchard Europe Écologie Les Verts (Parti communiste français - République et socialisme)             | 1 434                     | 3,31                      |                          |                          |
|                                                                                       | Jacques Mauhourat Écologiste (Mouvement écologiste indépendant - Confédération pour l'homme, l'animal et la planète) | 1 407                     | 3,25                      |                          |                          |
|                                                                                       | Philippe Palengat Divers droite (Les Indépendants)                                                                   | 529                       | 1,22                      |                          |                          |
|                                                                                       | Alain Baudorre Divers droite (Résistons)                                                                             | 526                       | 1,22                      |                          |                          |
|                                                                                       | Antoine Missier Lutte ouvrière                                                                                       | 293                       | 0,68                      |                          |                          |
|                                                                                       | Samantha Kerrache Divers (Union populaire républicaine)                                                              | 249                       | 0,58                      |                          |                          |
|                                                                                       | Aurélien Corbillon Divers (Allons enfants !)                                                                         | 172                       | 0,40                      |                          |                          |
| Source : Ministère de l'Intérieur - Deuxième circonscription des Pyrénées-Atlantiques | |                           |                           |                          |                          |

### Élections de 2022
| Résultats des élections législatives des 12 et 19 juin 2022 de la 2e circonscription des Pyrénées-Atlantiques |                            |                          |                          |              |              |             |             |
| Candidat | Candidat                   | Parti et coalition       | Nuance                   | Premier tour | Premier tour | Second tour | Second tour |
| Candidat | Candidat                   | Parti et coalition       | Nuance                   | Voix         | %            | Voix        | %           |
| | Jean-Paul Mattei           | MoDem (ENS)              | ENS                      | 14 826       | 34,20        | 21 720      | 54,71       |
| | Cécile Faure,              | GE (NUPES)               | NUP                      | 11 040       | 25,47        | 17 980      | 45,29       |
| | Frédérique Joint           | RN                       | RN                       | 7 128        | 16,44        |             |             |
| | Émilie Lassus-David        | RES                      | DIV                      | 3 377        | 7,79         |             |             |
| | Marc Gairin                | REC                      | REC                      | 2 887        | 6,66         |             |             |
| | Jacques Mauhourat          | MÉI                      | ECO                      | 1 618        | 3,73         |             |             |
| | Lucien Civiletti           | EPL                      | DIV                      | 645          | 1,49         |             |             |
| | Cyrille Marconi            | LO                       | DXG                      | 617          | 1,42         |             |             |
| | Tiphanie Senmartin-Laurent | PA                       | ECO                      | 611          | 1,41         |             |             |
| | Patrick Cescau             | PO (R&PS)                | REG                      | 597          | 1,38         |             |             |
| Votes valides                                                                                                 | Votes valides              | Votes valides            | Votes valides            | 43 346       | 97,22        | 39 700      | 91,22       |
| Votes blancs                                                                                                  | Votes blancs               | Votes blancs             | Votes blancs             | 918          | 2,06         | 2 599       | 5,97        |
| Votes nuls | Votes nuls                 | Votes nuls               | Votes nuls               | 322          | 0,72         | 1 220       | 2,80        |
| Total | Total                      | Total                    | Total                    | 44 586       | 100          | 43 519      | 100         |
| Abstention | Abstention                 | Abstention               | Abstention               | 38 518       | 46,35        | 39 590      | 47,64       |
| Inscrits / participation                                                                                      | Inscrits / participation   | Inscrits / participation | Inscrits / participation | 83 104       | 53,65        | 83 109      | 52,36       |

### Élections de 2024
- Député sortant : Jean-Paul Mattei (Mouvement démocrate)

| Candidat                 | Candidat                 | Parti et coalition       | Nuances                  | Premier tour | Premier tour | Second tour | Second tour |
| Candidat                 | Candidat                 | Parti et coalition       | Nuances                  | Voix         | %            | Voix        | %           |
| ------------------------ | ------------------------ | ------------------------ | ------------------------ | ------------ | ------------ | ----------- | ----------- |
|                          | Monique Becker           | RN                       | RN                       | 18 910       | 31,14        | 21 242      | 36,26       |
|                          | Jean-Paul Mattei         | MoDem (ENS)              | ENS                      | 17 972       | 29,60        | 37 347      | 63,74       |
|                          | Julien Brunel            | LÉ (NFP)                 | UG                       | 16 083       | 26,49        | Retrait     | Retrait     |
|                          | Marc Labat               | LR                       | LR                       | 4 647        | 7,65         |             |             |
|                          | Jacques Mauhourat        | MÉI (RAS)                | ECO                      | 1 497        | 2,47         |             |             |
|                          | Patrici Cescau           | POC (R&PS)               | REG                      | 1 079        | 1,78         |             |             |
|                          | Cyrille Marconi          | LO                       | EXG                      | 530          | 0,87         |             |             |
|                          |                          |                          |                          |              |              |             |             |
| Votes valides            | Votes valides            | Votes valides            | Votes valides            | 60 718       | 97,37        | 58 589      | 94,23       |
| Votes blancs             | Votes blancs             | Votes blancs             | Votes blancs             | 1 130        | 1,81         | 2 583       | 4,15        |
| Votes nuls               | Votes nuls               | Votes nuls               | Votes nuls               | 508          | 0,81         | 1 007       | 1,62        |
| Total                    | Total                    | Total                    | Total                    | 62 356       | 100          | 62 179      | 100         |
| Abstention               | Abstention               | Abstention               | Abstention               | 22 316       | 26,36        | 22 498      | 26,57       |
| Inscrits / participation | Inscrits / participation | Inscrits / participation | Inscrits / participation | 84 672       | 73,64        | 84 677      | 73,43       |

Jean-Christophe Rhaut, maire d'Assat est le suppléant de Jean-Paul Mattei.

#### Département des Pyrénées-Atlantiques
- La fiche de l'INSEE de cette circonscription : « Tableaux et Analyses de la deuxième circonscription des Pyrénées-Atlantiques », sur insee.fr, site de l'Institut national de la statistique et des études économiques (consulté le 10 juin 2007) [PDF]

- « Tous les députés du département des Pyrénées-Atlantiques depuis 1789 », sur assemblee-nationale.fr, site de l'Assemblée nationale française (consulté le 10 juin 2007)

- « Informations contentieuses sur le département des Pyrénées-Atlantiques (Élections législatives de 2002) »(Archive.org • Wikiwix • Archive.is • Google • Que faire ?), sur conseil-constitutionnel.fr, site du Conseil constitutionnel (consulté le 13 juin 2007)

#### Circonscriptions en France
- « Carte des circonscriptions législatives en France », sur assemblee-nationale.fr, site de l'Assemblée nationale française (consulté le 20 juin 2007)

- « Résultats électoraux officiels en France »(Archive.org • Wikiwix • Archive.is • Google • Que faire ?), sur interieur.gouv.fr, site du ministère de l'Intérieur (France) (consulté le 13 juin 2007)

- Description et Atlas des circonscriptions électorales de France sur http://www.atlaspol.com, Atlaspol, site de cartographie géopolitique, consulté le 13 juin 2007.